# Liste der Kulturgüter in Tamins
Die Liste der Kulturgüter in Tamins enthält alle Objekte in der Gemeinde Tamins im Kanton Graubünden, die gemäss der Haager Konvention zum Schutz von Kulturgut bei bewaffneten Konflikten, dem Bundesgesetz vom 20. Juni 2014 über den Schutz der Kulturgüter bei bewaffneten Konflikten sowie der Verordnung vom 29. Oktober 2014 über den Schutz der Kulturgüter bei bewaffneten Konflikten unter Schutz stehen.
Objekte der Kategorie A sind im Gemeindegebiet nicht ausgewiesen, Objekte der Kategorie B sind vollständig in der Liste enthalten, Objekte der Kategorie C fehlen zurzeit (Stand: 13. Oktober 2021).

## Kulturgüter
| Foto | | Objekt                                                                         | Kat. | Typ | Standort                            | Beschreibung                                                               |
| ---- | --- | ------------------------------------------------------------------------------ | ---- | --- | ----------------------------------- | -------------------------------------------------------------------------- |
| ja   | Datei hochladen · Wikidata zu Emserbrücke, eiserne Strassenbrücke über den Rhein bei Reichenau (Q29785192) | Emserbrücke, eiserne Strassenbrücke über den Rhein bei Reichenau KGS-Nr.: 2996 | B    | G   | Reichenauerstrasse 750393 / 187732  | Objekt liegt hälftig auf dem Gemeindegebiet von Domat/Ems (KGS-Nr. 17447). |
| ja   | Datei hochladen · Wikidata zu Reformierte Kirche Tamins (Q2137088)                                         | Reformierte Kirche KGS-Nr.: 3335                                               | B    | G   | Kirchweg 750220 / 188319            |                                                                            |
| ja   | Datei hochladen · Wikidata zu Schloss Bass und Garten (Q29785195)                                          | Schloss Bass und Garten KGS-Nr.: 3336                                          | B    | G   | Aussergasse 17 750095 / 188315      |                                                                            |
| ja   | Datei hochladen · Wikidata zu Schloss Reichenau und Umgebung (Q29785197)                                   | Schloss Reichenau mit Parkanlage KGS-Nr.: 3337                                 | B    | G   | Reichenaustrasse 56 750360 / 187815 |                                                                            |
| BW   | Datei hochladen · Wikidata zu Wassermühle (Q29785198)                                                      | Wassermühle KGS-Nr.: 10816                                                     | B    | G   | Mühletobel 5 750270 / 188405        |                                                                            |
| BW   | Datei hochladen                                                                                            | Kirchhügel, neolithische Siedlung KGS-Nr.: 17117                               | B    | F   | Chirchabühel 750287 / 188270        |                                                                            |